# Kanton Les Anses-d'Arlet
Kanton Les Anses-d'Arlet is een voormalig kanton van het Franse departement Martinique. Kanton Les Anses-d'Arlet maakte deel uit van het arrondissement Le Marin en telde 3.787 inwoners (2007). Het kanton had een oppervlakte van 25,92 km² en een dichtheid van 186 inwoners per vierkante kilometer. Het werd zoals alle kantons van Martinique opgeheven op 1 januari 2016.

## Gemeenten
Het kanton Les Anses-d'Arlet omvatte de volgende gemeente:
- Les Anses-d'Arlet